# Semi-marathon de Marugame
Le Semi-marathon de Marugame (en anglais : Kagawa Marugame Half Marathon) est une course de semi-marathon se déroulant tous les ans, en février, dans la ville de Marugame, au Japon, organisé par le Sankei Shimbun.
Créée en 1947, l'épreuve fait partie du circuit international des IAAF Road Race Label Events, dans la catégorie des « Labels d'argent ». Disputée sur la distance du marathon de 1947 à 1960 (Kagawa Marathon), sur 35 km de 1961 à 1970, puis sur 20 km de 1971 à 1996 (Kagawa Road Races), elle se court sur la distance du semi-marathon depuis 1997. La course féminine fait son apparition en 2000.

## Palmarès
| Année | Hommes             | Hommes      | Hommes          | Femmes           | Femmes      | Femmes          |
| Année | Athlète            | Pays        | Temps           | Athlète          | Pays        | Temps           |
| ----- | ------------------ | ----------- | --------------- | ---------------- | ----------- | --------------- |
| 1997  | Yoshihiro Hiramori | Japon       | 1 h 09 min 01 s | —                | —           | —               |
| 1998  | Yoshihiro Hiramori | Japon       | 1 h 09 min 00 s | —                | —           | —               |
| 1999  | Daisuke Matsubara  | Japon       | 1 h 08 min 02 s | —                | —           | —               |
| 2000  | Kazuhito Yokota    | Japon       | 1 h 02 min 59 s | Rie Ueno         | Japon       | 1 h 09 min 57 s |
| 2001  | Hidemori Noguchi   | Japon       | 1 h 02 min 28 s | Ikumi Nagayama   | Japon       | 1 h 09 min 28 s |
| 2002  | Laban Kagika       | Kenya       | 1 h 01 min 43 s | Mari Ozaki       | Japon       | 1 h 09 min 33 s |
| 2003  | Zakayo Ngatho      | Kenya       | 1 h 00 min 21 s | Yasuko Hashimoto | Japon       | 1 h 09 min 32 s |
| 2004  | Pharis Kimani      | Kenya       | 1 h 01 min 55 s | Yasuko Hashimoto | Japon       | 1 h 10 min 46 s |
| 2005  | Laban Kagika       | Kenya       | 1 h 01 min 36 s | Takako Kotorida  | Japon       | 1 h 09 min 34 s |
| 2006  | Takayuki Matsumiya | Japon       | 1 h 02 min 13 s | Kayoko Fukushi   | Japon       | 1 h 07 min 26 s |
| 2007  | Mekubo Mogusu      | Kenya       | 59 min 48 s     | Kayoko Fukushi   | Japon       | 1 h 08 min 00 s |
| 2008  | Harun Mbugua       | Kenya       | 1 h 01 min 35 s | Philes Ongori    | Kenya       | 1 h 07 min 57 s |
| 2009  | Mekubo Mogusu      | Kenya       | 1 h 00 min 37 s | Mara Yamauchi    | Royaume-Uni | 1 h 08 min 29 s |
| 2010  | Daniel Gitau       | Kenya       | 1 h 01 min 08 s | Nikki Chapple    | Australie   | 1 h 08 min 37 s |
| 2011  | Samuel Ndungu      | Kenya       | 1 h 00 min 55 s | Kayoko Fukushi   | Japon       | 1 h 09 min 00 s |
| 2012  | Mathew Kisorio     | Kenya       | 1 h 00 min 02 s | Tiki Gelana      | Éthiopie    | 1 h 08 min 48 s |
| 2013  | Collis Birmingham  | Australie   | 1 h 00 min 56 s | Tiki Gelana      | Éthiopie    | 1 h 08 min 53 s |
| 2014  | Martin Mathathi    | Kenya       | 1 h 00 min 11 s | Eri Makikawa     | Japon       | 1 h 10 min 27 s |
| 2015  | Paul Kuira         | Kenya       | 59 min 47 s     | Eloise Wellings  | Australie   | 1 h 10 min 41 s |
| 2016  | Goitom Kifle       | Érythrée    | 1 h 00 min 49 s | Eunice Kirwa     | Bahreïn     | 1 h 08 min 06 s |
| 2017  | Callum Hawkins     | Royaume-Uni | 1 h 00 min 00 s | Eunice Kirwa     | Bahreïn     | 1 h 08 min 07 s |
| 2018  | Edward Waweru      | Kenya       | 1 h 00 min 31 s | Betsy Saina      | Kenya       | 1 h 09 min 17 s |
| 2019  | Abdi Nageeye       | Pays-Bas    | 1 h 00 min 24 s | Betsy Saina      | Kenya       | 1 h 07 min 49 s |
| 2020  | Brett Robinson     | Australie   | 59 min 57 s     | Helalia Johannes | Namibie     | 1 h 08 min 10 s |

Code couleur:
- Record de la course